# Stoense Sogn
Stoense Sogn er et sogn i Langeland-Ærø Provsti (Fyens Stift).
I 1800-tallet var Stoense Sogn anneks til Snøde Sogn. I 1896 blev Hou Sogn udskilt fra Snøde-Stoense pastorat som
selvstændigt sogn. Alle 3 sogne hørte til Langelands Nørre Herred i Svendborg Amt. Snøde-Stoense-Hou sognekommune blev ved kommunalreformen i 1970 indlemmet i Tranekær Kommune, der ved strukturreformen i 2007 indgik i Langeland Kommune.
I Stoense Sogn ligger Stoense Kirke.
I sognet findes følgende autoriserede stednavne:
- Fredskoven (bebyggelse)
- Nygårds Hjørne (bebyggelse)
- Skattebølle (bebyggelse, ejerlav)
- Stoense (bebyggelse, ejerlav)
- Troldebjerg Gårde (bebyggelse)